# اچ‌ام‌اس آمفیون (۱۸۴۶)
اچ‌ام‌اس آمفیون (۱۸۴۶) (به انگلیسی: HMS Amphion (1846)) یک کشتی بود که طول آن ۱۷۷ فوت (۵۳٫۹ متر) بود. این کشتی در سال ۱۸۴۶ ساخته شد.